# Helen Holmes
Helen Holmes (19 de junio de 1893 – 8 de julio de 1950) fue una actriz cinematográfica estadounidense de la época del cine mudo.

## Inicios

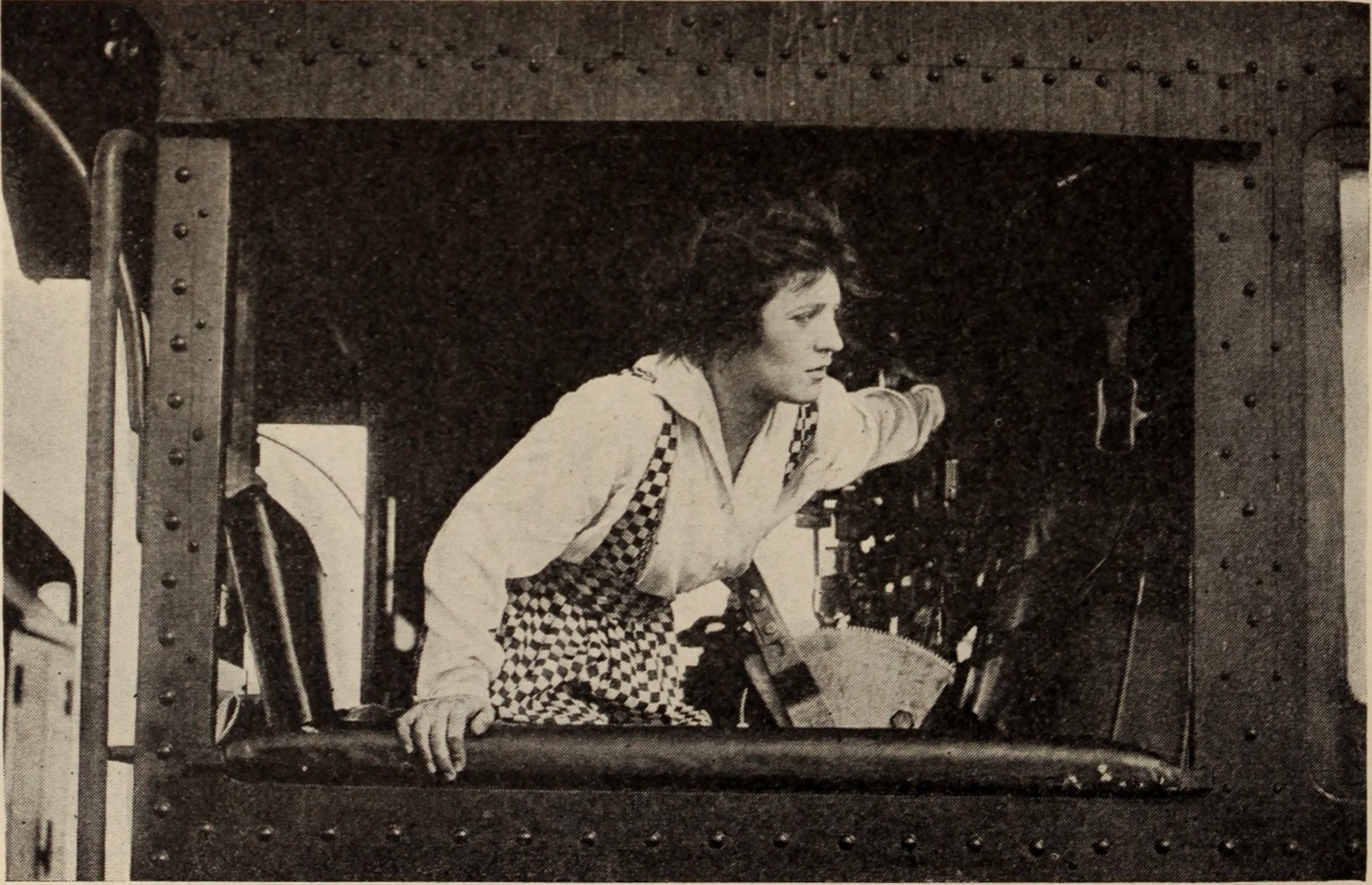
Helen Holmes en Baltimore and Ohio employees magazine, 1912.

Aunque no hay registro oficial sobre su lugar de nacimiento, Helen Holmes afirmaba haber nacido en South Bend (Indiana), pero haberse criado en Chicago, Illinois. Empezó a trabajar como modelo fotográfica, aunque finalmente se dedicó a la interpretación, actuando en el teatro y debutando en Broadway en 1909. 
A los 17 años de edad, Holmes se trasladó fuera de California a fin de cuidar de su hermano, enfermo de tuberculosis. Al fallecer su hermano, su amiga Mabel Normand, actriz de fama y que se había trasladado a Hollywood en 1912 para trabajar en los Keystone Studios propiedad de Mack Sennett, la convenció para trabajar en el cine en la costa oeste de los Estados Unidos.

## Kalem Film Company
Holmes empezó su carrera cinematográfica en 1912 con un pequeño papel para Keystone preparado por Mabel Normand. No hizo demasiadas actuaciones para Keystone y, aunque atractiva, carecía de la belleza glamorosa de otras estrellas, por lo que se vio relegada a papeles secundarios hasta finales de 1913, cuando firmó contrato con el nuevo estudio en Hollywood de Kalem Company.
El primer film de Helen Holmes en Kalem fue dirigido por J.P. McGowan, con quien iniciaría una relación sentimental que acabaría en matrimonio. En sus dos primeros años con Kalem Studios, Holmes actuó en más de treinta cortos en los que se ganó la notoriedad gracias a su habilidad atlética para interpretar escenas de riesgo físico. 
En una época en la que el sufragio femenino estaba en el candelero, en marzo de 1914 el competidor de Kalem Studios, Pathé, estrenó un serial de aventuras titulado The Perils of Pauline. Protagonizado por Pearl White en el papel de una audaz e intrépida heroína, esta producción se convirtió en un enorme éxito de taquilla. Como resultado de ello, Kalem Studios por efecto Bandwagon en noviembre de 1914 estrenó su propio serial de aventuras, The Hazards of Helen. 
Elegida como estrella de la serie, en los veintiséis episodios en los que trabajó, Helen Holmes hizo casi todas las escenas peligrosas. Interpretando a una heroína independiente, inteligente e ingeniosa, en algunas de sus escenas Helen hacía cosas como saltar a un tren en marcha persiguiendo a un malvado ladrón de trenes. Aunque ocasionalmente el guion permitía que Helen fuera rescatada por un atractivo héroe masculino, en la mayor parte de los capítulos era ella la que se enfrentaba a los malvados llevándolos ante la justicia. 
The Hazards of Helen convirtió a Holmes en una gran estrella, y ella y su marido decidieron capitalizar su fama y abandonar Kalem para trabajar para la productora de Thomas Harper Ince y para Universal Studios. Tras unos pocos filmes, Holmes y McGowan formaron Signal Film Productions, rodando sus propias películas de aventuras. Entre finales de 1915 e inicios de 1917, hicieron juntos una docena de filmes que tuvieron un éxito razonable, pero problemas financieros y de distribución obligaron a Holmes a no actuar de nuevo hasta 1919, en esta ocasión como estrella de otra compañía. Solamente filmó una película tanto en 1919 como en 1920, y únicamente dos en cada uno de los tres años siguientes. Sin embargo, entre 1924 y 1926 Helen Holmes hizo 18 cortos de aventuras, pero su popularidad empezaba a menguar en un mercado saturado con filmes con heroínas femeninas. 
Además de lo anterior, en la década de 1920 Holmes actuó en varios filmes de género western junto al actor y estrella del rodeo Jack Hoxie.
A lo largo de su carrera Helen Holmes había trabajado ocasionalmente en el teatro, y al término de su matrimonio volvió a la escena, haciendo su última interpretación en Broadway en 1935. Finalmente se casó con el especialista cinematográfico Lloyd A. Saunders y, como resultado de la popularidad alcanzada por las películas del perro Rin Tin Tin, ambos se dedicaron al entrenamiento de animales para su uso en el cine.
Tras su retirada del cine, Helen regentó un pequeño negocio de antigüedades en San Fernando (California), llegando a poseer una extensa colección de muñecas poco frecuentes. 
Helen Holmes falleció en 1950 como resultado de un fallo cardiaco, tras cinco años de enfermedad. El fallecimiento tuvo lugar en su domicilio en Burbank (California). Tenía 58 años de edad. Fue enterrada en el Cementerio Forest Lawn Memorial Park de Glendale (California). 